# Andrea Collinelli
Andrea Collinelli (nascido em 2 de julho de 1969) é um ex-ciclista italiano e campeão olímpico em ciclismo de pista.

## Carreira
Collinelli foi o vencedor e recebeu a medalha de ouro na prova de perseguição individual nos Jogos Olímpicos de 1996 em Atlanta, nos Estados Unidos. Na perseguição por equipes foi o quarto colocado.